# Ouda Tarabin

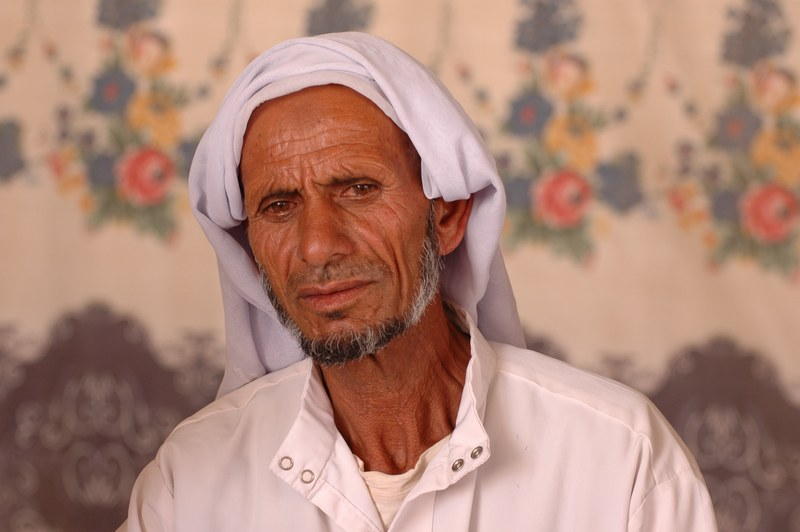
Suliman Tarabin, un beduino israelí, padre de Ouda Tarabin, fue arrestado por las autoridades egipcias.

Ouda Tarabin (en árabe: عودة ترابين, en hebreo: עודה תראבין; nacido en 1981) es un beduino israelí que estuvo preso en Egipto durante 15 años bajo sospecha de espiar a Israel después de cruzar ilegalmente la frontera israelí-egipcia.
Tarabin, que entonces tenía 19 años, fue arrestado en el año 2000 después de que cruzó ilegalmente la frontera desde Israel (su hermano sugiere que fue a visitar a su hermana en El-Arish). Los cruces fronterizos ilegales de los residentes beduinos de Israel y Egipto no son una rareza; Israel ocasionalmente también arresta a los cruces egipcios, quienes son devueltos a la frontera luego de un breve interrogatorio. Ouda había cruzado previamente a Egipto; Después de su regreso a Israel, un tribunal militar egipcio lo juzgó en ausencia por cargos de espionaje para Israel. La base declarada de la acusación fue el testimonio dado por el primo egipcio de Ouda, Eid Suleiman, quien fue arrestado por cargos similares en 1999. El juicio se realizó bajo la ley de emergencia de Egipto de 1981, otorgando a la policía poderes de arresto. Fue declarado culpable y sentenciado a 15 años de prisión. Cuando Ouda fue arrestado después de cruzar nuevamente a Egipto en 2000, se le informó de su juicio y sentencia, y de que su padre había sido condenado de manera similar en ausencia a 25 años por espionaje. Ouda, por lo tanto, no tenía ninguna posibilidad de defenderse en persona. Según su familia, no había hecho nada malo más que cruzar a Egipto sin la documentación adecuada. Tarabin fue encarcelado en una prisión de El Cairo, en la misma celda donde estuvo una vez Azzam Azzam.
El druso miembro del Knéset Ayoob Kara se reunió con la familia de Tarabin para trabajar para asegurar su liberación. En mayo de 2012, se informó que los funcionarios israelíes estaban llevando a cabo negociaciones secretas con Egipto y discutían la posibilidad de liberar a los 83 egipcios encarcelados en las cárceles israelíes a cambio de Tarabin. En 2013, Tarabin inició una huelga de hambre en protesta por su encarcelamiento. En diciembre de 2015, Tarabin fue liberado de la prisión.